# 1193 w polityce
Wydarzenia polityczne w 1193 roku.

## Wydarzenia w Polsce
- 2 sierpnia – zmarł książę kaliski Mieszko Młodszy[1], został pochowany w kolegiacie św. Pawła Apostoła w Kaliszu[2]; Mieszko III Stary przekazał księstwo kaliskie najstarszemu synowi Odonowi[3].

## Wydarzenia na świecie
- 14 lutego – król Anglii Ryszard I Lwie Serce został przekazany cesarzowi Henrykowi VI[4].
- 4 marca – wódz muzułmański Saladyn zmarł w Damaszku[5], jego posiadłości zostały podzielone pomiędzy członków rodu Ajjubidów[6].
- 15 sierpnia – Filip II August ożenił się z Ingeborgą, córką króla Danii Waldemara I Wielkiego[7].
- data nieznana
  - Muzułmanie, pod wodzą Kutb ud-Din Ajbaka, zdobyli Delhi[8].
  - Papież Celestyn III proklamował krucjatę przeciwko poganom bałtyckim[9].

## Zmarli
- 4 marca – Saladyn, wódz i polityk muzułmański pochodzenia kurdyjskiego, założyciel dynastii Ajjubidów (ur. ok. 1138)[5]

- 2 sierpnia – Mieszko Młodszy, książę kaliski z dynastii Piastów (ur. między 1160 a 1165)[1]
- 8 września – Robert de Sablé, jedenasty wielki mistrz zakonu templariuszy (ur. 1150)[10]
- 24 grudnia – Roger III, hrabia Apulii i król Sycylii (ur. ok. 1175)[11]
- data nieznana
  - Balian z Ibelinu, możnowładca z Królestwa Jerozolimskiego (ur. ok. 1143)[12]
  - Dżalal ad-Dunja Sultanszah, władca Chorasanu (rok narodzin nieznany)[13]